# Ville de Dalby

La ville de Dalby ((en) town of Dalby) était une zone d'administration locale dans les Darling Downs au sud du Queensland en Australie.
Le 15 mars 2008, elle a été fusionnée avec le comté de Wambo pour former la région de Dalby.